# Bockholmwik
Bockholmwik (dänisch Bogholmvig, tlw. auch Bokholmvig) ist ein Ortsteil der Gemeinde Munkbrarup im Kreis Schleswig-Flensburg in Schleswig-Holstein.
In Bockholmwik gibt es einen Campingplatz, ein Freizeitheim und einen Yachthafen des ortsansässigen Förde-Yacht-Clubs.

## Lage
Bockholmwik liegt an einer Bucht der Flensburger Außenförde, eingebettet zwischen den beiden Talräumen von Iskierdammau und Königsau. Der Ort Munkbrarup liegt ungefähr drei Kilometer entfernt. Die Stadt Flensburg (Stadtteil Mürwik) befindet sich etwa zehn Kilometer südwestlich, das Schloss Glücksburg inmitten von Glücksburg etwa fünf Kilometer westlich. Das dänische Ufer auf der gegenüberliegenden Seite der Förde ist circa vier Kilometer entfernt.

## Geschichte
Die Gründung des Ortes nach 1700 steht in Verbindung mit einer Ziegelei sowie mehreren Katen. Der Ortsname ist erstmals 1743 schriftlich dokumentiert. Er steht mit dem nahen Bockholm in Verbindung und geht auf dän. buk (Bock, vgl. altnord. bokkr), dän./ndt. holm sowie dän. vig (Bucht) zurück. Die Bedeutung wäre Bucht von Bockholm. Zwischen 1722 und etwa 1900 gab es eine Ziegelei am Ort, eine weitere existierte von 1730 bis etwa 1860. Im Jahr 1779 kam der Ort zur Munkbrarupharde. Nach dem Deutsch-Dänischen Krieg kam der Ort, wie das gesamte Schleswig-Holstein (vgl. Provinz Schleswig-Holstein) zu Preußen und wurde 1871 zunächst Teil der Gemeinde Bockholm. 1928 kam der Ort zur Gemeinde Rüde und 1970 schließlich zur Gemeinde Munkbrarup.

## Persönlichkeiten
- Hans Holtorf (1899–1984), deutscher Maler, verbrachte einen Großteil seines Lebens in einem selbst erbauten Haus in Bockholmwik.